# Röde Orm
Röde Orm är en äventyrsberättelse i två delar av den svenske författaren Frans G. Bengtsson. Första delen, Sjöfarare i västerled, utkom 1941 medan andra delen, Hemma och i österled, utkom 1945. Berättelsen utspelar sig under vikingatiden och skildrar Orm Tostessons äventyr.
Röde Orm framröstades år 1998 i SVT:s program Röda rummet till 1900-talets tredje mest betydelsefulla svenska bok. En liknande och samtidig omröstning genom bibliotekens försorg placerade Röde Orm på sjunde plats bland århundradets svenska böcker.

## Tillkomst

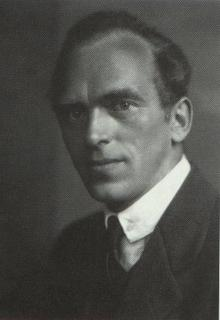
Upphovsmannen till Röde Orm, Frans G. Bengtsson.

Frans G. Bengtsson har i essän Hur Röde Orm blev till, postumt publicerad i samlingen Folk som sjöng, berättat om bokens tillkomst. Idén till "berättelsen" – han säger sig föredra detta ord framför "roman" – skall ha kommit under mediterande över gamla nordiska kunganamn, varvid han fastnade vid Harald Blåtands. Efter att ha fantiserat ihop en bild av denne med stora betar till tänder samt olidlig tandvärk ville han skriva ner denna. För att undvika en novell, som han ansåg skulle bli "farsartad", ville han dock endast ha detta som en episod i en längre berättelse. Han insåg också att Europa vid denna tidpunkt var fyllt av "tilltalande personligheter" som kunde användas. Där ingick - "prisad vare Allah" säger Bengtsson - den muslimske riksföreståndaren Almansur i Al-Andalus i Spanien; "Utan honom skulle Röde Orm aldrig ha blivit till." Efter att ha bestämt sig för dessa båda potentater och en episod relaterade till var och en av dem påbörjade han skrivandet, som visade sig gå långsamt, där trettio maskinskrivna rader var "ett ståtligt dagsverke".
Frans G. Bengtsson tillfrågades en gång om vad han åsyftat med "Röde Orm". "Å, ingenting märkvärdigt", sade han; "jag har bara velat skriva en läsbar bok som folk inte får lust att kasta i väggen, utan alla litterära anspråk. Någonting i stil med Odysséen och De tre musketörerna". Detta enligt Sven Stolpe i Frans G. Bengtsson – En minnesbok av Germund Michanek.

## Stil
Frans G. Bengtsson hade bestämda åsikter om vissa stilistiska drag inom den dåtida romanen vars psykologiska analys han starkt ogillade då han bland annat ansåg att den minskade berättelsens realism. Det skulle, enligt Bengtsson, räcka med att berätta vad personerna "säger, vad de gör och hur de ser ut". Vidare ansåg han att de nya verbformerna där plural inte markeras, som bland andra Selma Lagerlöf introducerat i svenskans skriftspråk, var förkastliga. Det är därför inte förvånande att han försökte skriva Röde Orm så att den psykologiska analysen skulle vara helt frånvarande och där pluralformerna skulle uppträda överallt där de var berättigade, även i dialog. Dessutom försökte han undvika "överflödiga adjektiv", det vill säga endast använda adjektiv när dessa verkligen kom med en upplysning. Stilen kan sägas likna de fornnordiska sagorna till sin utformning. Språket i boken är därför kärvt och många gånger korthugget. Situationer beskrivs inte mer ingående än vad som behövs för att föra handlingen framåt. Bengtsson använder även samma grepp för att skildra humoristiska scener.

## Handling
Boken handlar om skåningen Orm Tostessons, kallad "Röde Orm" på grund av sin hårfärg, liv och resor. Efter att ha med våld tagits ombord på ett plundrande vikingaskepp blir han vän med de rövande vikingarna och gör goda insatser vid plundringen av en borg i Galicien. Strax därefter tas han till fånga och förs till det muslimska Spanien där han först blir galärslav (vilket gör honom vänsterhänt) och sedan blir livvakt åt härskaren Almansur, efter att det framkommer att han och hans vän Toke tidigare räddat Almansurs nuvarande gemål Subaida. Av henne får de också var sitt svärd, som de döper till Blåtunga och Rödnäbba.
Orm återvänder till Danmark och gör ett julbesök i Harald Blåtands hov i Jelling där Orm utmärker sig i envig.
Under ett vikingatåg till England låter han sig kristnas och väl hemma igen drar han sig tillbaka till Göinge-skogarna för att undvika Sven Tveskäggs vrede. Han bildar familj med Ylva, kung Haralds dotter, och lever gott i skogsriket i flera år tills hans bror Are återkommer efter att i många år varit i bysantinske kejsarens tjänst. Are berättar var han har gömt Bulgarguldet, en ofantligt stor skatt, och Orm tillsammans med sin son, Svarthöfde, far ut på ännu en resa för att hämta hem det.

## Andra versioner av Röde Orm

### Översättningar
På Libris finns 24 översättningar av Röde Orm förtecknade: Afrikaans, danska, engelska, esperanto, estniska, finska, franska, färöiska, isländska, italienska, japanska, kroatiska, lettiska, litauiska, nederländska, norska, polska, rumänska, ryska, slovenska, tjeckiska, tyska, ungerska och vietnamesiska.

### Radio
Ulf Palme läste Röde Orm i radio på 1950-talet.

### Radioteater
Sveriges Radio sände en radioteater i 40 avsnitt i bearbetning och regi av Tomas Blom. Serien sändes mellan 10 september och 2 november 1990.
Hans Alfredson var berättaren och bland de medverkande skådespelarna märktes Anders Ahlbom (Röde Orm), Björn Gedda (Toke), Lena Strömdahl (Ylva), Torsten Wahlund (Krok), Sten Ljunggren (Almansur), Thomas Hellberg (Broder Willibald), Halvar Björk (kung Harald Blåtand). Rollistan upptar cirka 70 skådespelare.

### Talböcker
Det finns talboksutgåvor av Röde Orm. Inläsningar har gjorts av såväl Gunnar Sjöberg (1967) och Helge Hagerman (1975) som Stephan Karlsén (2006).

### TV
Sveriges television direktsände en uppläsning av den första delen av Röde Orm från Borgeby slott i Skåne på trettondagen 2024. Uppläsare var Sten Ljunggren, Rasmus Luthander, Martin Eriksson, Magnus Roosmann, Andreas T. Olsson, Angela Kovács, Anna Maria Käll, Ingela Olsson, Sissela Kyle och Bahar Pars och uppläsningen pågick i cirka 12 timmar.

### Film
År 1963 utkom en engelsk-jugoslavisk filmatisering, Röde Orm och de långa skeppen. Filmen har få likheter med boken.
År 2011 aviserades planer på en svensk filmatisering.

### Musikal
År 1978 gavs "Röde Orm från Kullen" som musikal på Malmö Stadsteater. I de främsta rollerna fanns Tommy Körberg, Marianne Hafström, Kisa Magnusson, Birgitta Smiding och Pierre Lindstedt. Bengt-Arne Wallin skrev musiken, Lars Björkman och Pierre Fränckel skrev texterna. Pierre Fränckel regisserade och Vladimir Puhony stod för scenografin.

### Grammofonskiva
Musikalen gavs även ut på skiva 1978. Skivan producerades av Ellhå-produktion och Lars Hansson 

### Tecknad serie
Charlie Christensen har tillsammans med Patric Nyström omarbetat "Röde Orm – Sjöfarare i västerled" som tecknad serie med titeln Röde Orm, som dels utgivits i fyra separata album, men även samlade i ett bundet band. Peter Englund har skrivit ett förord till Christensens tecknade Röde Orm.

### Gymnasieförening
Röde Orm har även fått en gymnasieförening uppkallad efter sig i Östersund som kallas S.N.A-R.O.A (Sällskapet Nordiska Anor-Röde Orms Adepter). Föreningen grundades 1985 och handlar om att föra forntida anor vidare.

### Tryckfel 1959–1976
Bokens berättelse slutar med upplysningen att Orm och Toke aldrig fingo berättat färdigt om de tider då de rott kalifens skepp och tjänat min herre Almansur.
Somliga uppmärksamma läsare tycker att detta är ogrammatiskt och att det rätteligen borde stå sin herre Almansur. Men författaren hade en särskild relation till Almansur, som han beskrev i "Hur Röde Orm blev till". Han visste att Europa vid den aktuella tiden var fyllt av "tilltalande personligheter" som kunde användas i en berättelse. Där ingick lyckligtvis, "prisad vare Allah" säger Bengtsson, "även den muslimske riksföreståndaren Almansur i Al-Andalus i Spanien. Utan honom skulle Röde Orm aldrig ha blivit till." Så Orms min herre har även blivit Bengtssons min herre.
Ovetande om dessa förhållanden ändrade någon hos förlaget det förmodade tryckfelet min till sin. Denna "rättelse" finns i upplagorna från och med 1959. Men 1976 återställdes det ursprungliga och det står min i alla följande upplagor. Detta fel finns även i en del översättningar, t ex i en tysk upplaga: ... da sie das Schiff des Kalifen gerudert und dem Hohen Herrn Almanzur gedient hatten. En prisad översättning av Michael Meyer till engelska däremot är rätt: ...when they had rowed the Caliph's ship and served my lord Almansur.
En utredning om detta finns i Frans G. Bengtsson-sällskapets publikation "Frans G. Bengtsson-studier XII, 2009".